# 2-я гвардейская стрелковая дивизия
2-я гвардейская стрелковая Таманская Краснознамённая ордена Суворова дивизия имени М. И. Калинина — гвардейская стрелковая дивизия РККА ВС Союза ССР, во время Великой Отечественной войны и в послевоенные годы.
Условное наименование — войсковая часть полевая почта (в/ч пп) № 23626.
Сокращённое наименование — 2 гв. сд.

## История формирования
Дивизия была сформирована 8 июля 1940 года согласно Директиве НКО СССР № 0/1/104596 в Харькове как 127-я стрелковая дивизия.
Осенью 1941 года за массовый героизм, мужество личного состава, высокое воинское мастерство, проявленные в ходе кровопролитных боёв Смоленского сражения, по решению Ставки ВГК приказом Наркома Обороны Союза ССР № 308 от 18 сентября 1941 года 127-й стрелковой дивизии было присвоено почётное звание «Гвардейская», дивизия получила новый войсковой № и переименована во 2-ю гвардейскую стрелковую дивизию.

Приказом по 2-й гвардейской стрелковой дивизии № 0011/оп от 28 мая 1943 года на основании приказа Ставки ВГК входившие в состав дивизии 395-й, 535-й и 875-й гвардейские стрелковые полки были переименованы, соответственно, в 1-й, 6-й и 15-й гвардейские стрелковые полки, также поменяли нумерацию и другие части дивизии.

## Участие в боевых действиях
В составе действующей армии с 18 сентября 1941 года по 19 мая 1944 года и с 08 июля 1944 года по 09 мая 1945 года.
В конце сентября 1941 года дивизия включена в состав оперативной группы А. Н. Ермакова и перебрасывается в район восточнее Глухова, где, в результате сильного удара противника, оказывается прижатой к реке Клевень.
5 октября 1941 года дивизия в составе 13-й армии отводилась на рубеж Кокоревка, Дмитриев-Льговский, но в связи с ухудшившийся обстановкой вынуждена была, отражая танковые атаки, отходить к Курску. С 7 по 10 октября дивизия вела тяжёлые бои в окружении на левом берегу реки Сейм. 12 октября дивизия смогла пробиться из окружения и переправилась на правый берег реки Сейм где заняла оборону на подступах к Курску. После оборонительных боёв за Курск, в начале ноября дивизия была отведена на рубеж реки Тим. В ноябре — декабре 1941 года части дивизии вели тяжёлые оборонительные бои в районе города Тим в составе 40-й армии Юго-Западного фронта.
22 декабря 1941 года части дивизии, взаимодействуя с 1-й гвардейской и 87-й стрелковыми дивизиями, перешла в решительное наступление и, освободив населённые пункты Ивановка, Перевалочное, Мармыжи, Сухой Хутор, Красная Поляна, вышла в район сёл Плаховка, Головановка, Полевое, Петровка. В ночь на 25 января 1942 года дивизия была выведена из района боевых действий в резерв армии.
28 января 1942 года в городском клубе города Старый Оскол член Военного Совета 40-й армии дивизионный комиссар М. П. Маланин от имени Президиума Верховного Совета СССР вручил дивизии Гвардейское Знамя.
29 января вошла в состав вновь формируемого 3-го гвардейского стрелкового корпуса и сосредоточилась в районе Ростова-на-Дону.
В марте 1942 года в составе 3-го корпуса вошла в 56-ю армию Южного фронта, где приняла участие в наступлении на Таганрог.
К концу августа 1942 года части дивизии в составе 37-й армии Северной группы войск Закавказского фронта оборонялись на левом фланге фронта по реке Баксан. В задачу дивизии входило удерживать Нальчик и не допускать противника за реку Баксан. Одновременно дивизия получила приказ разгромить противника в районе Заюково и перехватить шоссейную дорогу Пятигорск-Нальчик.
4 декабря 1942 года дивизия в составе 37-й армии внезапно для врага нанесла удар на Хазнидон, Толдзгун, Урух. В результате стремительного наступления гвардейцы овладели этими населёнными пунктами. Установив, что противник начал отступление, дивизия перешла в преследование. Из-за неподготовленности наступления дивизия не выполнила поставленные перед ней задачи. Таким образом, активные действия Северной группы войск, наносившей контрудары, к концу декабря 1942 года прекратились. Враг понес большие потери и был повсеместно остановлен.
6 января 1943 года дивизия вела тяжёлые бои за Нальчик. Прорвав вражеский заслон, гвардейцы ворвались в город. Завязались ожесточенные уличные бои. К полудню Нальчик был освобожден. Освобождение столицы Кабардино-Балкарии имело важное значение в ходе всей операции по преследованию отступающего врага.
11 января 1943 года дивизия принимала участие в освобождении города Ессентуки, 17 января — Черкесска.
9 марта 1943 года одновременно с 37-й армией дивизия в составе 9-й армии перешла в наступление и нанесла удар на Красноармейскую. Захватив эту станцию, части дивизии вышли к реке Протока.
В середине марта дивизия вышла на подступы к станице Крымская, где заняла прочную оборону, готовясь к наступлению.
В сентябре-октябре 1943 года дивизия в составе войск 56-й армии Северо-Кавказского фронта участвовала в Новороссийско-Таманской наступательной операции.

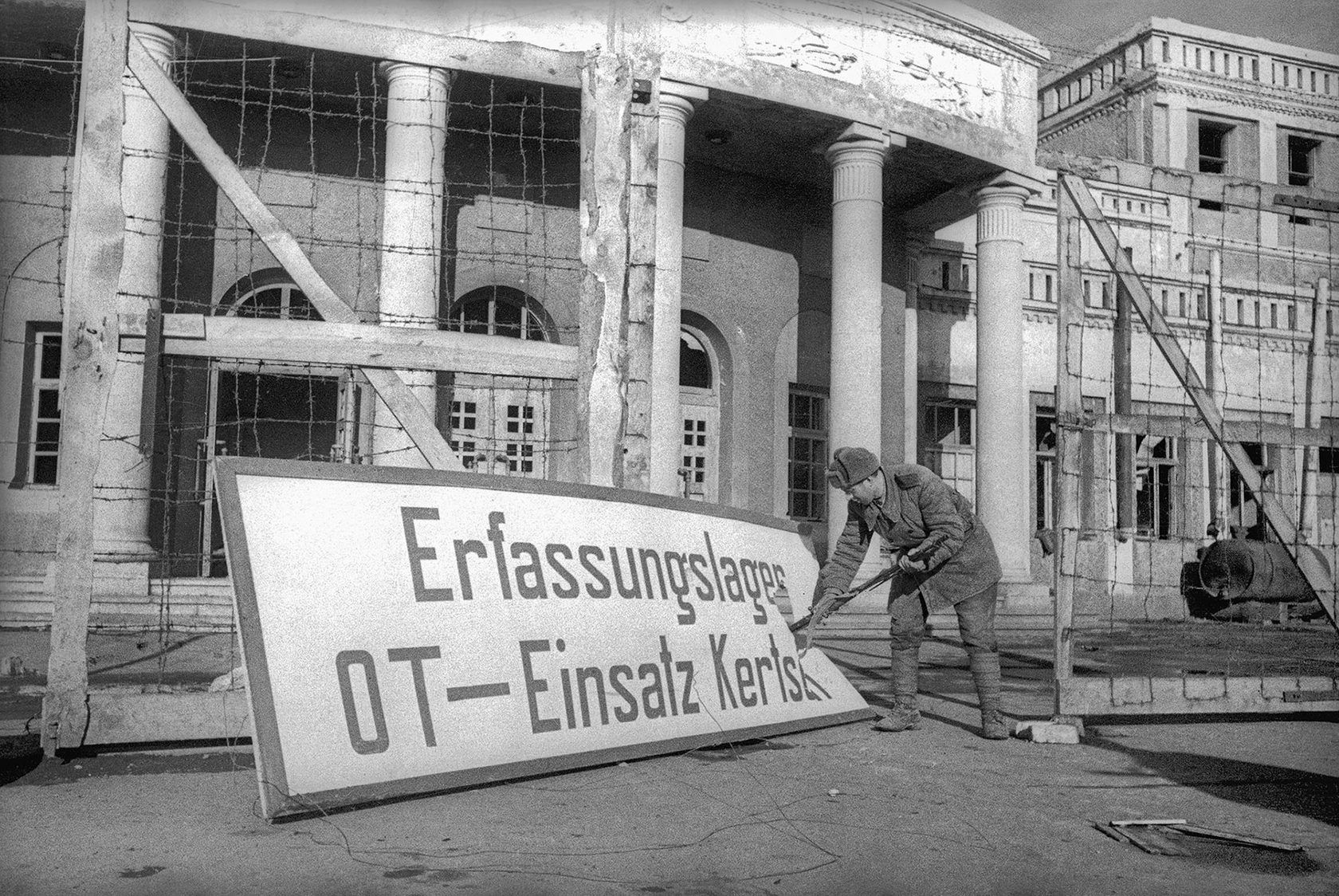
Бойцы 2-й гвардейской Таманской дивизии срывают фашистскую вывеску с клуба им. Энгельса в Керчи, где располагался концлагерь, фото Е. Халдей

Исключительную отвагу и бесстрашие проявили гвардейцы соединения в Керченско-Эльтингенской десантной операции, в ночь на 3 ноября 1943 года на кораблях Азовской военной флотилии при сильном шторме передовые отряды дивизии форсировали Керченский пролив в 5 километрах севернее Керчи и, захватив плацдарм, обеспечили высадку главных сил 11-го гвардейского стрелкового корпуса.
В Крымской наступательной операции 1944 года дивизия вела боевые действия в составе Приморской армии. 15 апреля 1944 года части дивизии заняли Алушту.
В середине мая 1944 года дивизия включена во 2-ю гвардейскую армию (в которой вела бои до конца войны) и, вместе с другими её соединениями, переброшена в район города Дорогобуж.
В июле-августе 1944 года в составе 1-го Прибалтийского фронта дивизия участвовала в Шяуляйской, в октябре — в Мемельской наступательных операциях.
В декабре в составе армии дивизия передана в 3-й Белорусский фронт и в январе-апреле принимала участие в Восточно-Прусской операции.
Боевые действия дивизия завершила в середине апреля 1945 года выходом на побережье Балтийского моря севернее города Фишхаузен (Приморск).

## Состав
- 395-й (1-й) гвардейский стрелковый полк[~ 2]
- 535-й (6-й) гвардейский стрелковый полк
- 875-й (15-й) гвардейский стрелковый полк
- 423-й (21-й) гвардейский артиллерийский полк
- 16-й отдельный гвардейский истребительно-противотанковый дивизион
- 455-я (9-я) отдельная гвардейская зенитная артиллерийская батарея — (до 15.05.1943 г.)
- 13-й гвардейский миномётный дивизион (до 20.09.1942 г.)
- 182-я (18-я) отдельная гвардейская разведывательная рота
- 278-й (7-й) отдельный гвардейский сапёрный батальон
- 465-й (с 05.11.1944 г. — 47-й) отдельный гвардейский батальон связи (10-я отдельная гвардейская рота связи)
- 184-й (3-й) гвардейский отдельный медико-санитарный батальон (с 05.11.1944 г. 370-й)
- 4-я отдельная гвардейская рота химической защиты
- 204-я (8-я) отдельная гвардейская автотранспортная рота подвоза[9] (с 05.11.1944 г. 427-я)
- 174-я (12-я) гвардейская полевая хлебопекарня (с 05.11.1944 г. 483-я)
- 480-й (5-й) дивизионный ветеринарный лазарет
- 782-я полевая почтовая станция
- 362-я полевая касса Госбанка[5]
- Отдельный гвардейский учебный стрелковый батальон
- Заградительный батальон
- Штабная батарея начальника артиллерии дивизии
- Отдельная гвардейская зенитно-пулемётная рота
- Дивизионная газета «Гвардейское Знамя».

## В составе
| Подчинение           | Подчинение              | Подчинение            | Подчинение                           | Подчинение |
| Дата                 | Фронт (военный округ)   | Армия                 | Корпус                               | Примечания |
| -------------------- | ----------------------- | --------------------- | ------------------------------------ | ---------- |
| 1 октября 1941 года  | Брянский фронт          |                       | Оперативная группа генерала Ермакова |            |
| 1 ноября 1941 года   | Брянский фронт          | 13-я армия            |                                      |            |
| 1 декабря 1941 года  | Юго-Западный фронт      | 40-я армия            |                                      |            |
| 1 января 1942 года   | Юго-Западный фронт      | 40-я армия            |                                      |            |
| 1 февраля 1942 года  | Юго-Западный фронт      |                       |                                      |            |
| 1 марта 1942 года    | Юго-Западный фронт      |                       | 3-й гвардейский стрелковый корпус    |            |
| 1 апреля 1942 года   | Южный фронт             | 56-я армия            | 3-й гвардейский стрелковый корпус    |            |
| 1 мая 1942 года      | Южный фронт             | 56-я армия            | 3-й гвардейский стрелковый корпус    |            |
| 1 июня 1942 года     | Южный фронт             | 56-я армия            | 3-й гвардейский стрелковый корпус    |            |
| 1 июля 1942 года     | Южный фронт             | 56-я армия            | 3-й гвардейский стрелковый корпус    |            |
| 1 августа 1942 года  | Северо-Кавказский фронт | 37-я армия            |                                      |            |
| 1 сентября 1942 года | Закавказский фронт      | 37-я армия            |                                      |            |
| 1 октября 1942 года  | Закавказский фронт      | 37-я армия            |                                      |            |
| 1 ноября 1942 года   | Закавказский фронт      | 37-я армия            |                                      |            |
| 1 декабря 1942 года  | Закавказский фронт      | 37-я армия            |                                      |            |
| 1 января 1943 года   | Закавказский фронт      | 37-я армия            |                                      |            |
| 1 февраля 1943 года  | Северо-Кавказский фронт | 37-я армия            |                                      |            |
| 1 марта 1943 года    | Северо-Кавказский фронт | 37-я армия            |                                      |            |
| 1 апреля 1943 года   | Северо-Кавказский фронт | 56-я армия            |                                      |            |
| 1 мая 1943 года      | Северо-Кавказский фронт | 56-я армия            | 11-й гвардейский стрелковый корпус   |            |
| 1 июня 1943 года     | Северо-Кавказский фронт | 37-я армия            | 11-й гвардейский стрелковый корпус   |            |
| 1 июля 1943 года     | Северо-Кавказский фронт | 37-я армия            | 11-й гвардейский стрелковый корпус   |            |
| 1 августа 1943 года  | Северо-Кавказский фронт | 56-я армия            | 11-й гвардейский стрелковый корпус   |            |
| 1 сентября 1943 года | Северо-Кавказский фронт |                       | 11-й гвардейский стрелковый корпус   |            |
| 1 октября 1943 года  | Северо-Кавказский фронт |                       | 11-й гвардейский стрелковый корпус   |            |
| 1 ноября 1943 года   | Северо-Кавказский фронт | 56-я армия            | 11-й гвардейский стрелковый корпус   |            |
| 1 декабря 1943 года  |                         | Приморская армия      | 11-й гвардейский стрелковый корпус   |            |
| 1 января 1944 года   |                         | Приморская армия      | 11-й гвардейский стрелковый корпус   |            |
| 1 февраля 1944 года  |                         | Приморская армия      | 11-й гвардейский стрелковый корпус   |            |
| 1 марта 1944 года    |                         | Приморская армия      | 11-й гвардейский стрелковый корпус   |            |
| 1 апреля 1944 года   |                         | Приморская армия      | 11-й гвардейский стрелковый корпус   |            |
| 1 мая 1944 года      | 4-й Украинский фронт    | Приморская армия      | 11-й гвардейский стрелковый корпус   |            |
| 1 июня 1944 года     | Резерв Ставки ВГК       | 2-я гвардейская армия | 11-й гвардейский стрелковый корпус   |            |
| 1 июля 1944 года     | Резерв Ставки ВГК       | 2-я гвардейская армия | 11-й гвардейский стрелковый корпус   |            |
| 1 августа 1944 года  | 1-й Прибалтийский фронт | 2-я гвардейская армия | 11-й гвардейский стрелковый корпус   |            |
| 1 сентября 1944 года | 1-й Прибалтийский фронт | 2-я гвардейская армия | 11-й гвардейский стрелковый корпус   |            |
| 1 октября 1944 года  | 1-й Прибалтийский фронт | 2-я гвардейская армия | 11-й гвардейский стрелковый корпус   |            |
| 1 ноября 1944 года   | 1-й Прибалтийский фронт | 2-я гвардейская армия | 11-й гвардейский стрелковый корпус   |            |
| 1 декабря 1944 года  | 1-й Прибалтийский фронт | 2-я гвардейская армия | 11-й гвардейский стрелковый корпус   |            |
| 1 января 1945 года   | 3-й Белорусский фронт   | 2-я гвардейская армия | 11-й гвардейский стрелковый корпус   |            |
| 1 февраля 1945 года  | 3-й Белорусский фронт   | 2-я гвардейская армия | 11-й гвардейский стрелковый корпус   |            |
| 1 марта 1945 года    | 3-й Белорусский фронт   | 2-я гвардейская армия | 11-й гвардейский стрелковый корпус   |            |
| 1 апреля 1945 года   | 3-й Белорусский фронт   | 2-я гвардейская армия | 11-й гвардейский стрелковый корпус   |            |
| 1 мая 1945 года      | 3-й Белорусский фронт   | 2-я гвардейская армия | 11-й гвардейский стрелковый корпус   |            |

## Командование дивизии

### Командиры
- Акименко, Адриан Захарович (18.09.1941 — 13.02.1942), гвардии полковник (с 10.01.1942 гвардии генерал-майор);
- Неверов, Константин Павлович (14.02.1942 — 13.08.1942), гвардии полковник (арестован 13.08.1942)[11];
- Захаров, Фёдор Васильевич (14.08.1942 — 13.10.1943), гвардии генерал-майор;
- Турчинский, Адам Петрович (14.10.1943 — 24.03.1944), гвардии генерал-майор;
- Самохвалов, Никита Сергеевич (25.03.1944 — 10.02.1945), гвардии полковник, с 17.05.1944 генерал-майор;
- Максимович, Иосиф Антонович (11.02.1945 — 28.05.1945), гвардии генерал-майор[12][13];
- Мусатов, Игорь Евгеньевич (29.05.1945 — 07.1945), гвардии полковник[14];
- Хатемкин, Виктор Александрович (07.1945 — 10.1945), гвардии полковник[15];
- Гоголицын, Георгий Алексеевич (10.1945 — 02.1946), гвардии генерал-майор;
- Буньков, Степан Михайлович (25.02.1946 — 13.04.1946), гвардии генерал-майор;
- Михайлов, Денис Васильевич (13.04.1946 — 28.02.1947), гвардии генерал-майор;
- Комаров Владимир Николаевич (28.02.1947 — 19.06.1950), гвардии генерал-майор[16];
- Бочков, Фёдор Фёдорович (19.06.1950 — 6.01.1954), гвардии генерал-майор[17];
- Белик, Пётр Алексеевич (6.01.1954 — 9.06.1956), гвардии генерал-майор танковых войск

### Заместители командира дивизии по строевой части
- Алексеев Леонид Николаевич (18.09.1941 — 06.1942), гвардии полковник;
- Панов Никон Николаевич (? — 29.03.1944), гвардии полковник;
- Смирнов Леонид Константинович (? — 04.1944), гвардии подполковник

### Военные комиссары (с 09.10.1942 заместители командира дивизии по политической части)
- Дмитриенко Яков Григорьевич (18.09.1941 — 20.08.1942), гвардии старший батальонный комиссар, гвардии полковой комиссар;
- Дробященко Иван Данилович (16.09.1942 — 12.02.1943), гвардии старший батальонный комиссар, с 5.12.1942 гвардии полковник[18];
- Пилипенко Василий Михайлович (12.02.1943 — 17.01.1946), гвардии подполковник, с 22.11.1943 гвардии полковник[19][20];
- Дурнов Евгений Фёдорович (1947 — ?), гвардии полковник[16]

### Начальники штаба дивизии
- Неверов, Константин Павлович (18.09.1941 — 13.02.1942), гвардии полковник;
- Ципель Абрам Соломонович (14.02.1942 — 19.07.1942), гвардии подполковник[18];
- Рогов Константин Иванович (30.07.1942 — 14.08.1942), гвардии майор;
- Головин Вячеслав Петрович (15.08.1942 — 16.11.1943), гвардии полковник[11];
- Чурсин Сергей Иванович (18.11.1943 — 29.03.1944), гвардии подполковник;
- Панов Никон Николаевич (30.03.1944 — 07.05.1944), гвардии полковник;
- Мусатов Игорь Евгеньевич (16.05.1944 — 28.05.1945), гвардии полковник;
- Яцуба Павел Михайлович (29.05.1945 — 07.1945), гвардии майор;
- Мусатов Игорь Евгеньевич (07.1945 — 10.1945), гвардии полковник;
- Шиошвили, Пантелеймон Шиоевич (12.1945 — ?), гвардии полковник[21]

## Отличившиеся воины дивизии
| Награда | Ф. И. О.                           | Должность                                                                               | Звание                          | Дата награждения                 | Примечания |
| ------- | ---------------------------------- | --------------------------------------------------------------------------------------- | ------------------------------- | -------------------------------- | --- |
|         | Абаев Ахсарбек Магометович         | командир стрелкового отделения 6-й стрелковой роты 6-го гвардейского стрелкового полка  | Сержант                         | 16.05.1944                       | |
|         | Александровский Василий Степанович | командир 6-го гвардейского стрелкового полка                                            | Полковник Красной Армии         | 17.11.1943                       | |
|         | Алексеев Иван Михайлович           | командир 6-й стрелковой роты 1-го гвардейского стрелкового полка                        | Старший лейтенант Красной Армии | 16.05.1944                       | погиб 5 октября 1944 года в боях при освобождении м. Цитованы, Шауляйского уезда, Литовской ССР.                                                                                             |
|         | Берия Николай Титович              | автоматчик взвода автоматчиков 4-й стрелковой роты 6-го гвардейского стрелкового полка  | Красноармеец                    | 17.11.1943                       | |
|         | Виноградов Александр Дмитриевич    | командир 2-й стрелковой роты 1-го гвардейского стрелкового полка                        | Старший лейтенант Красной Армии | 25.10.1943                       | |
|         | Воронков Иван Семёнович            | командир 8-й стрелковой роты 1-го гвардейского стрелкового полка                        | Старший лейтенант Красной Армии | 17.11.1943                       | |
|         | Гамзатов Магомед Юсупович          | командир стрелкового батальона 6-го гвардейского стрелкового полка                      | Майор Красной Армии             | 17.11.1943                       | |
|         | Герасимов Дмитрий Антонович        | пулемётчик ручного пулемёта 4-й стрелковой роты 6-го гвардейского стрелкового полка     | Красноармеец                    | 17.11.1943                       | |
|         | Давыдов Владимир Ильич             | командир взвода пешей разведки 15-го гвардейского стрелкового полка                     | Лейтенант Красной Армии         | 16.05.1944                       | погиб в бою 27 января 1944 года, похоронен в станице Фонталовская Краснодарского края |
|         | Дробязко Василий Иосифович         | стрелок 6-й стрелковой роты 1-го гвардейского стрелкового полка                         | Ефрейтор                        | 16.05.1944                       | |
|         | Епишкин Михаил Поликарпович        | стрелок 8-й стрелковой роты 1-го гвардейского стрелкового полка                         | Ефрейтор                        | 24.03.1945                       | |
|         | Казаев Александр Борисович         | командир 1-го гвардейского стрелкового полка                                            | Майор Красной Армии             | 29.06.1945                       | |
|         | Королёв Роман Алексеевич           | командир отделения 1-й стрелковой роты 1-го гвардейского стрелкового полка              | Сержант                         | 16.05.1944                       | |
|         | Кулиев Мехти Нодерович             | командир расчёта 2-й пулемётной роты 15-го гвардейского стрелкового полка               | Младший сержант                 | 17.11.1943                       | |
|         | Курбанов Сумен Курбанович          | стрелок 5-й стрелковой роты 1-го гвардейского стрелкового полка                         | Красноармеец                    | 16.05.1944                       | пропал без вести в декабре 1943 (1944) года |
|         | Лаар Иосиф Иосифович               | стрелок 4-й стрелковой роты 15-го гвардейского полка                                    | Красноармеец                    | 25.10.1943                       | погиб 7 августа 1943 года, навечно зачислен в списки 4-й мотострелковой роты 15-го гвардейского мотострелкового полка                                                                        |
|         | Латкин Николай Александрович       | командир орудия батареи 76-мм пушек 21-го гвардейского артиллерийского полка            | Младший сержант                 | 29.06.1945                       | погиб 7 февраля 1945 года во время боёв за высоту 89,6 под Прейсиш-Эйлау, похоронен в братской могиле в Багратионовске                                                                       |
|         | Марунченко Павел Поликарпович      | заместитель командира 1-го батальона по политчасти 1-го гвардейского стрелкового полка  | Старший лейтенант Красной Армии | 17.11.1943                       | погиб 3 ноября 1943 года в Керченском районе |
|         | Михайличенко Павел Арсентьевич     | командир 3-го стрелкового батальона 1-го гвардейского стрелкового полка                 | Майор Красной Армии             | 16.05.1944                       | утонул 2 ноября 1943 года в Керченском проливе |
|         | Носов Александр Михайлович         | помощник командира взвода 3-й стрелковой роты 15-го гвардейского стрелкового полка      | Младший сержант                 | 25.10.1943                       | погиб 3 октября 1943 года в боях за освобождение Тамани, навечно зачислен в списки 2-й мотострелковой роты 15-го гвардейского мотострелкового полка                                          |
|         | Орищенко Николай Николаевич        | командир орудия батареи 45-мм пушек 6-го гвардейского стрелкового полка                 | Младший сержант                 | 16.05.1944                       | |
|         | Пасюков Владимир Алексеевич        | командир отделения автоматчиков 4-й стрелковой роты 6-го гвардейского стрелкового полка | Сержант                         | 03.11.1943                       | Указом Президиума Верховного Совета СССР от 11 марта 1949 года лишён звания Героя Советского Союза и всех государственных наград                                                             |
|         | Плугарёв Михаил Михайлович         | командир взвода 4-й стрелковой роты 6-го гвардейского стрелкового полка                 | Старший сержант                 | 17.11.1943                       | |
|         | Поветкин Петр Георгиевич           | командир 1-го гвардейского стрелкового полка                                            | Полковник Красной Армии         | 17.11.1943                       | |
|         | Пушкаренко, Анатолий Павлович      | командир 1-го стрелкового батальона 1-го гвардейского стрелкового полка                 | Майор Красной Армии             | 17.11.1943                       | |
|         | Саломахин Николай Феоктистович     | командир взвода автоматчиков 1-го гвардейского стрелкового полка                        | Младший лейтенант Красной Армии | 17.11.1943                       | Указом Президиума Верховного Совета СССР от 23 октября 1947 года лишён звания Героя Советского Союза и всех государственных наград                                                           |
|         | Слободчиков Алексей Терентьевич    | командир 2-го стрелкового батальона 1-го гвардейского стрелкового полка                 | Майор Красной Армии             | 17.11.1943                       | погиб 8 мая 1944 года в бою за Сапун-гору |
|         | Стратийчук Петр Михайлович         | командир 3-й стрелковой роты 1-го гвардейского стрелкового полка                        | Лейтенант Красной Армии         | 17.11.1943                       | погиб 10 ноября 1943 года в Керченском районе |
|         | Тарасенко Павел Евдокимович        | стрелок 1-го стрелкового батальона 6-го гвардейского стрелкового полка                  | Красноармеец                    | 17.11.1943                       | |
|         | Темченко Иван Васильевич           | разведчик 18-й отдельной гвардейской разведывательной роты                              | Красноармеец                    | 25.10.1943                       | В бою был тяжело ранен и умер 8 августа 1943 года, похоронен на кладбище станицы Крымской. Навечно зачислен в списки 1-й разведывательной роты 136-го отдельного разведывательного батальона |
|         | Титенко Андрей Лаврентьевич        | командир орудия батареи 45-мм пушек 6-го гвардейского стрелкового полка                 | Сержант                         | 19.04.1945                       | |
|         | Турчинский Адам Петрович           | командир дивизии                                                                        | Генерал-майор Красной Армии     | 16.05.1944                       | |
|         | Якубовский Израиль Семёнович       | командир взвода противотанковых ружей 6-го гвардейского стрелкового полка               | Младший лейтенант Красной Армии | 16.05.1944                       | погиб 10 апреля 1944 года в бою под деревней Смолица Быховского района Могилёвской области, где и похоронен                                                                                  |
|         | Баранов Иван Анисимович            | разведчик 18-й отдельной гвардейской разведывательной роты                              | Ефрейтор                        | 22.12.1944 21.03.1945 25.05.1945 | дважды награждён орденом Славы 3-й степени, Указом ПВС СССР от 20.12.1951 в порядке перенаграждения награждён орденом Славы 1-й степени                                                      |
|         | Васильченко Иван Нестерович        | командир орудия батареи 76-мм пушек 6-го гвардейского стрелкового полка                 | Сержант                         | 23.01.1944 22.04.1945 29.06.1945 | |
|         | Жулаев Иван Иванович               | снайпер 6-й гвардейской стрелковой роты 1-го гвардейского стрелкового полка             | Сержант                         | 18.05.1944 29.12.1944 19.04.1945 | скончался от полученных ран 17 января 1945 года в полевом госпитале № 4332 |
|         | Исабаев Темиргали                  | разведчик 18-й отдельной гвардейской разведывательной роты                              |                                 | 30.04.1944 03.06.1944 29.06.1945 | |
|         | Кардашов Василий Алексеевич        | командир орудия батареи 76-мм пушек 6-го гвардейского стрелкового полка                 | Старший сержант                 | 21.02.1945 22.04.1945 29.06.1945 | |
|         | Ковбасюк Андрей Дмитриевич         | помощник командира взвода 18-й отдельной гвардейской разведывательной роты              | Старший сержант                 | 31.10.1944 03.04.1945 29.06.1945 | |

## Награды и почётные наименования
| Награда (наименование)                       | Дата | За что награждена |
| -------------------------------------------- | --- | --- |
| Почётное звание «Гвардейская»                | присвоено приказом Наркома Обороны Союза ССР № 308 от 18 сентября 1941 года                                               | за боевые подвиги, за организованность, дисциплину и примерный порядок (проявленные в ходе кровопролитных боёв Смоленского сражения) |
| Почётное наименование «Таманская»            | присвоено приказом Верховного главнокомандующего Вооружённых Сил Союза ССР от 9 октября 1943 года                         | в ознаменовании одержанной победы и отличия в боях за освобождение Таманского полуострова (оперативно-важного плацдарма немцев на Кубани, обеспечивавшего немцам оборону Крыма и возможность наступательных действий в сторону Кавказа) |
| Почётное наименование «имени М. И. Калинина» | в соответствии с постановлением Совета Министров СССР № 1444 от 30 июня 1946 года «Об увековечении памяти М. И. Калинина» | для увековечивания памяти Михаила Ивановича Калинина |
| Орден Красного Знамени                       | награждена Указом Президиума Верховного Совета СССР от 19 июня 1943 года                                                  | за образцовое выполнение боевых заданий командования на фронте борьбы с немецкими захватчиками и проявленные при этом доблесть и мужество                                                                                               |
| Орден Суворова II степени                    | награждена Указом Президиума Верховного Совета СССР от 24 мая 1944 года                                                   | за образцовое выполнение заданий командования в боях за освобождение города Севастополя и проявленные при этом геройство, доблесть и мужество                                                                                           |

За годы войны 2-я гвардейская стрелковая Таманская Краснознамённая ордена Суворова дивизия была отмечена 11-ю благодарностями Верховного Главнокомандующего.
Также были удостоены наград и почётных наименований входящие в состав дивизии полки:
- 1-й гвардейский стрелковый Севастопольский Краснознамённый[32] ордена Александра Невского[33] полк.
- 6-й гвардейский стрелковый Севастопольский Краснознаменный[32] полк.
- 15-й гвардейский стрелковый Шавлинский Краснознаменный[34] полк[35].
- 21-й гвардейский артиллерийский Севастопольский ордена Кутузова[33] полк[36][4].

## Послевоенная история
В сентябре 1945 года дивизия в составе 11-го гвардейского стрелкового корпуса была передислоцирована из Восточной Пруссии в Московский военный округ, в поселок Алабино Наро-Фоминского района.
Осенью 1945 года в составе дивизии была образована 567-я артиллерийская бригада в составе: 21-го гвардейского артиллерийского, 2252-го гаубичного артиллерийского и 799-го миномётного полков. 15 июля 1946 года в связи с переходом на штат № 5/20 567-я артиллерийская бригада была расформирована, был оставлен 21-й гвардейский артиллерийский полк по штату № 5/39 численностью 856 человек.
Начиная с мая 1946 года гвардейцы-таманцы ежегодно участвовали в парадах на Красной площади.
На основании директивы штаба МВО № 4929 от 8 февраля 1947 года и в соответствии с директивой Генштаба ВС СССР № орг/4/4600976 от 5 февраля 1947 года, был сформирован 290-й танко-самоходный полк (в/ч 61616). Формирование проводилось в период с 13 по 25 февраля 1947 года, на базе 16-го отдельного учебного танкового полка, в городе Бутурлиновка Воронежской области. К 5 мая 1947 года 290-й танко-самоходный полк был передислоцирован в п. Алабино, где вошёл в состав 2-й гвардейской стрелковой дивизии.
Также в феврале 1947 года, на основании приказа Министра Вооруженных Сил СССР № 0029 от 24 декабря 1946 года в состав дивизии вошёл 85-й гвардейский гаубичный артиллерийский Симферопольский Краснознамённый орденов Суворова, Кутузова и Александра Невского полк (в/ч 34465).
Дивизия вводилась в Москву для поддержания общественного порядка во время похорон Сталина в марте 1953 года.
На основании директивы Министерства обороны СССР от 18 сентября 1953 года, директивой Генштаба ВС СССР № орг/2/576378 от 29 декабря 1953 года 2-я гвардейская стрелковая дивизия была переформирована в 23-ю гвардейскую механизированную дивизию (в/ч 23626) 1-го гвардейского стрелкового корпуса. 1-й, 6-й и 15-й гвардейские стрелковые полки были переформированы — соответственно в 73-й, 75-й и 130-й гвардейские механизированные полки.
На основании директивы штаба МВО № 153102 от 30 декабря 1953 года и приказа по 23-й гвардейской механизированной дивизии № 002 от 31 декабря 1953 года 290-й танко-самоходный полк 2-й гвардейской стрелковой дивизии был переформирован в 290-й танковый полк 23-й гвардейской механизированной дивизии по временному штату № 010/362. Так же в состав дивизии был включён 166-й тяжёлый танко-самоходный полк.
26 декабря 1955 года согласно директиве Главнокомандующего Сухопутными войсками от 15 декабря 1955 года № ош/2/1368061 и директиве Командующего войсками МВО от 19 декабря 1955 года № орг/002525 23-я гвардейская механизированная дивизия перешла на временные штаты военного времени, в результате этого 21-й гвардейский артиллерийский полк был расформирован, а 85-й гвардейский гаубичный артиллерийский полк переформирован в 85-й гвардейский артиллерийский полк.
5 июня 1957 года 23-я гвардейская механизированная дивизия была преобразована в 23-ю гвардейскую мотострелковую дивизию. 73-й, 75-й и 130-й гвардейские механизированные полки были переформированы — соответственно в 73-й, 404-й и 406-й гвардейские мотострелковые полки, при этом 290-й танковый полк сохранил свою нумерацию, а 166-й тяжёлый танко-самоходный полк был расформирован. Так же сменил свою нумерацию гвардейский артиллерийский полк с 85-го на 147-й.
Согласно приказу министра обороны СССР № 00147 от 17 ноября 1964 года в целях сохранения боевых традиций 23-я гвардейская мотострелковая дивизия была переименована во 2-ю гвардейскую мотострелковую дивизию.